# NGC 1753
NGC 1753 је спирална галаксија у сазвежђу Орион која се налази на NGC листи објеката дубоког неба.
Деклинација објекта је - 3° 20' 41" а ректасцензија 5h 2m 32,2s. Привидна величина (магнитуда) објекта NGC 1753 износи 14,6 а фотографска магнитуда 15,5. NGC 1753 је још познат и под ознакама MCG -1-13-48, IRAS 05000-0324, PGC 16610.